# Droga wojewódzka 193
Die Droga wojewódzka 193 (DW 193) ist eine 25 Kilometer lange Droga wojewódzka (Woiwodschaftsstraße) in der polnischen Woiwodschaft Großpolen, die Margonin mit Gołańcz verbindet. Die Straße liegt im Powiat Chodzieski und Powiat Wągrowiecki.

## Straßenverlauf
Woiwodschaft Großpolen, Powiat Chodzieski
- 00 km  Rataje (DW 191)
- Margonin
- 10 km  Powstańców Wielkopolskich, Kościelna, Szamocińska (DW 190)
- 11 km  Kościelna, 22 Stycznia, Poznańska (DW 190)
- 12 km  Bahnübergang (Bahnstrecke Chodzież–Gołańcz)

Woiwodschaft Großpolen, Powiat Wągrowiecki
- Gołańcz (Gollantsch)
- 24 km  Bahnübergang (Bahnstrecke Poznań–Bydgoszcz)
- 25 km  Margonińska, Wyrzyska (DW 194)